# Erich Fronhöfer
Erich Fronhöfer (27 décembre 1895 à Ragaischen (de), arrondissement de Darkehmen (de) — 12 janvier 1970 à Dortmund) est un Generalmajor allemand qui a servi au sein de la Heer (armée de Terre) dans la Wehrmacht pendant la Seconde Guerre mondiale.
Il a été récipiendaire de la Croix de chevalier de la Croix de fer. Cette décoration est attribuée pour récompenser un acte d'une extrême bravoure sur le champ de bataille ou un commandement militaire avec succès.

## Biographie
Erich Fronhöfer est né à Ragaischen (de) en province de Prusse-Orientale.

Il sert dans l'Armée impériale allemande, puis dans la Reichswehr et dans la Wehrmacht au sein de la Heer.
Erich Fronhöfer participe à la Première Guerre mondiale dans le 34e régiment de fusiliers. En 1935, Il rejoint la Wehrmacht avec le grade de Major.
Pendant la Seconde Guerre mondiale, en tant que Generalmajor, il est capturé le 4 mai 1945 près de Schwerin et est fait prisonnier de guerre par les forces britanniques jusqu'au 18 mai 1948.
Erich Fronhöfer meurt à Dortmund le 12 février 1970.

## Promotions
| Unteroffizier  | 7 décembre 1914   |
| Fähnrich       | 5 mai 1915        |
| Leutnant       | 18 juin 1915      |
| Oberleutnant   | 31 juillet 1925   |
| Hauptmann      | 1er mai 1930      |
| Major          | 1er décembre 1935 |
| Oberstleutnant | 1er janvier 1939  |
| Oberst         | 1er novembre 1941 |
| Generalmajor   | 1er août 1944     |

## Décorations
- Croix de fer (1914)
  - 2e Classe
  - 1re Classe
- Insigne des blessés (1914)
  - en Noir
  - en Argent
- Croix d'honneur pour combattants 1914-1918
- Agrafe de la Croix de fer (1939)
  - 2e Classe
  - 1re Classe
- Croix de chevalier de la Croix de fer
  - Croix de chevalier le 24 juillet 1941 en tant que Oberstleutnant et commandant du Panzer-Regiment 10